# Tom Hanks
Thomas Jeffrey »Tom« Hanks, ameriški filmski igralec, filmski režiser, pisec in filmski producent, * 9. julij 1956.
Hanks je sprva delal na televiziji, potem pa zaslovel s številnimi izredno uspešnimi filmskimi vlogami, med katere sodijo upodobitev Andrewa Becketta v Filadelfiji, naslovna vloga v Forrestu Gumpu, upodobitev Jamesa A. Lovella v Appolu 13, stotnika Johna H. Millerja v Reševanju vojaka Ryana, Michaela Sullivana v Poti v pogubo, Chucka Nolanda v Brodolomu ter profesorja Roberta Langdona v Da Vincijevi šifri.
Hanks je v letih 1993 in 1994 prejel zaporedna oskarja za najboljšo glavno moško vlogo in je tretji najuspešnejši igralec, kar se tiče skupnih zaslužkov njegovih filmov, ki presegajo 3,3 milijarde ameriških dolarjev.

## Hanksovi najdobičkonosnejši filmi
Hanks je sodeloval v 19 filmih, ki so po svetu zaslužili preko 100 milijonov ameriških dolarjev:
| Leto | Naslov                    | Vloga                                                          | Skupni zaslužek po vsem svetu |
| ---- | ------------------------- | -------------------------------------------------------------- | ----------------------------- |
| 1984 | Splash                    | Allen Bauer                                                    | 69.821.334 $                  |
| 1984 | Bachelor Party            | Rick Gassko                                                    | 38.400.000 $                  |
| 1985 | The Man With One Red Shoe | Richard Harlan Drew                                            | 8.645.411 $                   |
| 1985 | Volunteers                | Lawrence Whatley Bourne III                                    | 19.875.740 $                  |
| 1986 | The Money Pit             | Walter Fielding, Jr.                                           | 37.499.651 $                  |
| 1987 | Dragnet                   | Pep Streebeck                                                  | 57.387.000 $                  |
| 1988 | Velik                     | odrasli Josh Baskin                                            | 151.668.774 $                 |
| 1989 | Turner in Hooch           | detektiv Scott Turner                                          | 71.079.915 $                  |
| 1989 | Sosedje                   | Ray Peterson                                                   | 41.101.993 $                  |
| 1990 | Joe proti vulkanu         | Joe Banks                                                      | 43.226.950 $                  |
| 1990 | Ogenj ničevosti           | Sherman McCoy                                                  | 15.691.192 $                  |
| 1992 | A League of Their Own     | Jimmy Dugan                                                    | 132.440.069 $                 |
| 1993 | Romanca v Seattlu         | Sam Baldwin                                                    | 227.799.884 $                 |
| 1993 | Filadelfija               | Andrew Beckett                                                 | 206.678.440 $                 |
| 1994 | Forrest Gump              | Forrest Gump                                                   | 677.387.716 $                 |
| 1995 | Apollo 13                 | Jim Lovell                                                     | 355.237.933 $                 |
| 1995 | Svet igrač (glas)         | Woody                                                          | 361.958.736 $                 |
| 1996 | To mi delaj!              | g. White                                                       | 25.857.416 $                  |
| 1998 | Reševanje vojaka Ryana    | stotnik John H. Miller                                         | 481.840.909 $                 |
| 1998 | Čaka te pošta             | Joe Fox                                                        | 250.821.495 $                 |
| 1999 | Svet igrač 2 (glas)       | Woody                                                          | 485.015.179 $                 |
| 1999 | Zelena milja              | Paul Edgecomb                                                  | 286.801.374 $                 |
| 2000 | Brodolom                  | Chuck Noland                                                   | 429.632.142 $                 |
| 2002 | Pot v pogubo              | Michael Sullivan starejši                                      | 181.001.478 $                 |
| 2002 | Ujemi me, če me moreš     | agent FBI Carl Hanratty                                        | 352.114.312 $                 |
| 2004 | Terminal                  | Viktor Navorski                                                | 219.417.255 $                 |
| 2004 | Polarni vlak (glas)       | božiček, sprevodnik na Polarnem vlaku, Hobo, junaški fant, oče | 303.200.434 $                 |
| 2004 | Morilci stare gospe       | profesor G.H. Dorr                                             | 76.747.441 $                  |
| 2006 | Da Vincijeva šifra        | profesor Robert Langdon                                        | 758.239.851 $                 |
| 2007 | Simpsonovi (glas)         | sam                                                            | 526.759.734 $                 |
| 2007 | Wilsonova vojna           | Charlie Wilson                                                 | 118.081.987 $                 |
| 2009 | Angeli in demoni          | profesor Robert Langdon                                        | 483.865.386 $                 |
| 2010 | Svet igrač 3 (glas)       | šerif Woody                                                    | /                             |